# Río Bibey
El río Bibey (en gallego Bibei y también Vivey) es un río del noroeste de España, el principal afluente del río Sil por la orilla izquierda, que a su vez es un afluente del río Miño por su margen izquierdo.
Su recorrido de 97 km transcurre por las provincias de Zamora, Orense y Lugo; la superficie de su cuenca hidrográfica comprende un total de 1.561 km².

## Geografía
El río Bibey nace en las estribaciones meridionales del pico de Moncalvo (2.045 m), a 1.891 m de altitud, bañando inicialmente parte de la comarca zamorana de Sanabria, donde atraviesa la localidad de Porto. En Pías presenta varves fluvioglaciares. El río empieza a fluir en sentido N-S, después de esta última localidad gira para discurrir en sentido norte, formando un amplio elipse, cruzando partes de las comarcas orensanas de Viana y de Trives, hasta unirse al Sil, por la izquierda, casi enfrente de Montefurado, ya en la provincia de Lugo. Así el río recorre los municipios de Porto, en Zamora, Viana del Bollo, El Bollo, Manzaneda y Puebla de Trives, en Orense, y Ribas de Sil y Quiroga, en Lugo, sirviendo de límite en su tramo final entre los ayuntamientos de Ribas de Sil y Quiroga.
Dado el tipo de relieve que atraviesa, que incluye en su cuenca las cimas más elevadas de Galicia, el Bibey fluye encajonado profundamente en la mayor parte de su recorrido, solo en el valle del Bollo se abre algo.

## Régimen
El Bibey es el mayor de los ríos que discurren por Galicia que muestran un régimen de tipo pluvio-nival, debido al carácter montañoso de su cuenca, donde se encuentra el punto más alto, Peña Trevinca, con 2.127 m. s. n. m., donde nace el río Jares.

## Afluentes
Los afluentes más importantes, por la izquierda son los ríos Camba, que se une en Viana del Bollo, Conso, San Miguel y Navea. El río Jares es el más importante por la derecha. Todos dentro de Galicia.

## Vegetación
La situación general de la cuenca se engloba entre el límite de la región Eurosiberiana y la Mediterránea. En la zona más oriental el bosque predominante es el dominio de las quercíneas, como la encina, (Quercus ilex), el acebo (Ilex aquifolium), el alcornoque (Quercus suber), a los que acompañan otras especies como el madroño (Arbutus unedo) y el serbal de los cazadores (Sorbus aucuparia), con algunos carvallos (Quercus robur) y rebollos (Quercus pyrenaica), laurel común (Laurus nobilis) y laurel portugués (Prunus lusitanica).
Las quercíneas alternan con paisajes influidos antropicamente en los valles bajos, apareciendo mezclados con castaños (Castanea sativa), formando concentraciones mayores o menores.
La degradación de las quercíneas evoluciona en las zonas medio altas formando espesas áreas de matorral formada por tojo (Ulex), brezo (Calluna), retama amarilla (Retama sphaerocarpa), jara (Cytisus). En las zonas bajas pueden aparecer plantas odoríferas: el laurel (Cistus ladaniferus), y el cantueso (Lavandula stoechas).
Hay además una serie de endemismos, propios de la altura como la retama (Genista sanabrensis) o la genciana amarilla (Gentiana lutea).

## Fauna

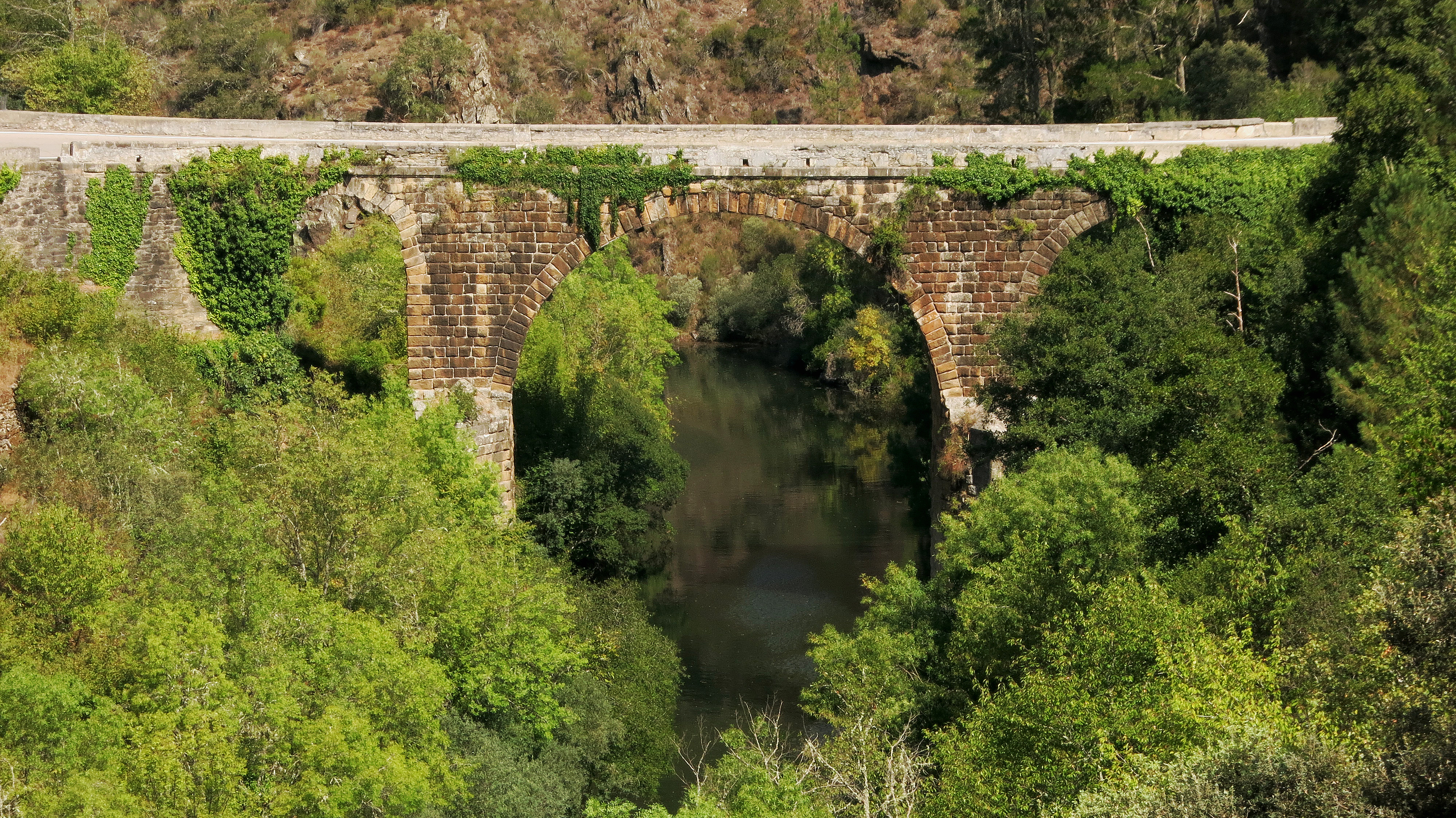
Puente romano del Bibey, que da paso a la vía XVIII entre Bracara Augusta y Asturica Augusta sobre el río Bibey.

La fauna fluvial es el dominio de trucha. Hay también mamíferos acuáticos de los que se deben destacar las musarañas acuáticas y las nutrias.
En los terrenos de la cuenca subsisten todavía grandes mamíferos, como el corzo, el jabalí, el zorro y el lobo.
De las aves la más emblemática es el águila real, en peligro de extinción y la perdiz pardilla, que solo aparece en grandes altitudes.

## Explotación
La cuenca del río Bibey es una de las más explotadas eléctricamente con sus 16 presas. Hay cinco embalses en el propio río: San Sebastián y Pías, San Agustín, Bao / Puente Bibey y Montefurado, y otros once en sus afluentes: Prada y Santalla / Santiago en el río Jares; Las Portas en el río Camba y en su afluente, el Cenza, el embalse de Soutelo; Edrada en el río Conso; Cernado y San Miguel en el río homónimo; Chandreja, Guístolas, San Cristóbal y Pontenovo en el río Navea.
Las actividades agrícolas dejaron su huella en las laderas del Bibey en los municipios de O Bolo y Trives, con la edificación de socalcos, para aterrazar las pendientes, donde se cultivan la vid.

## Historia
La Vía Nova o Vía XVIII del itinerario de Antonino, es la calzada romana que unía Bracara Augusta con Asturica Augusta, atraviesa el río Bibey, en el linde entre los ayuntamientos de Trives y Quiroga. En ese punto se construyó el Puente del Bibey, un puente romano erigido en la época de Trajano, que sin duda constituye el mejor ejemplo de su clase conservado en Galicia. Por él, aún discurre la carretera autonómica OU-636 (antigua N-120), que comunica Puebla de Trives con Laroco siendo la única salida de la comarca trivesa hacia tierras valdeorresas y leonesas.